# Mercedes-Benz LN
Mercedes-Benz LN är en lastbil, tillverkad i två generationer av den tyska biltillverkaren Mercedes-Benz mellan 1965 och 1998.

## LN1 (1965-84)
I januari 1965 presenterade Mercedes-Benz sin medeltunga lastbil LP 608, där den första siffran i modellbeteckningen syftade på bilens totalvikt i ton, medan de två sista siffrorna stod för motoreffekten dividerat med tio. Motorn var en fyrcylindrig version av den beprövade OM300-seriens direktinsprutade dieselmotorer. Hyttens formgivning påminde om de större LP-modellerna med sina rektangulära former och även här var hytten fast monterad på chassit, så allt löpande underhåll fick skötas via en servicelucka inne i bilen. 1967 tillkom LP 808 med högre maxlast och 1970 tillkom ännu kraftigare varianter med sexcylindrig motor på upp till 130 hk.
1977 moderniserades modellserien med uppdateringar av hytten och tekniken under den. Två år senare flyttades de flesta servicepunkterna till luckor på utsidan av hytten, så att allt underhåll inte längre behövde skötas från förarplats, men Mercedes-Benz LN-serie var nu snart den enda bilen i klassen som inte hade tippbar hytt.

## LN2 (1984-98)
1984 introducerades en ny generation medeltunga lastbilar och med dem kom slutligen en tippbar hytt. Den nya modellserien fanns i ett stort antal varianter med totalvikter i spannet mellan 6,3 och 13 ton. De fyra- och sexcylindriga motorerna fanns med effekter mellan 90 och 204 hk. Senare tillkom ännu kraftigare varianter som överlappade de större lastbilarna. Sedan Schwere Klasse (”tunga klassen”) presenterats 1988 kallades LN-bilarna ofta LK eller Leichte Klasse (”lätta klassen”).

## Bilder

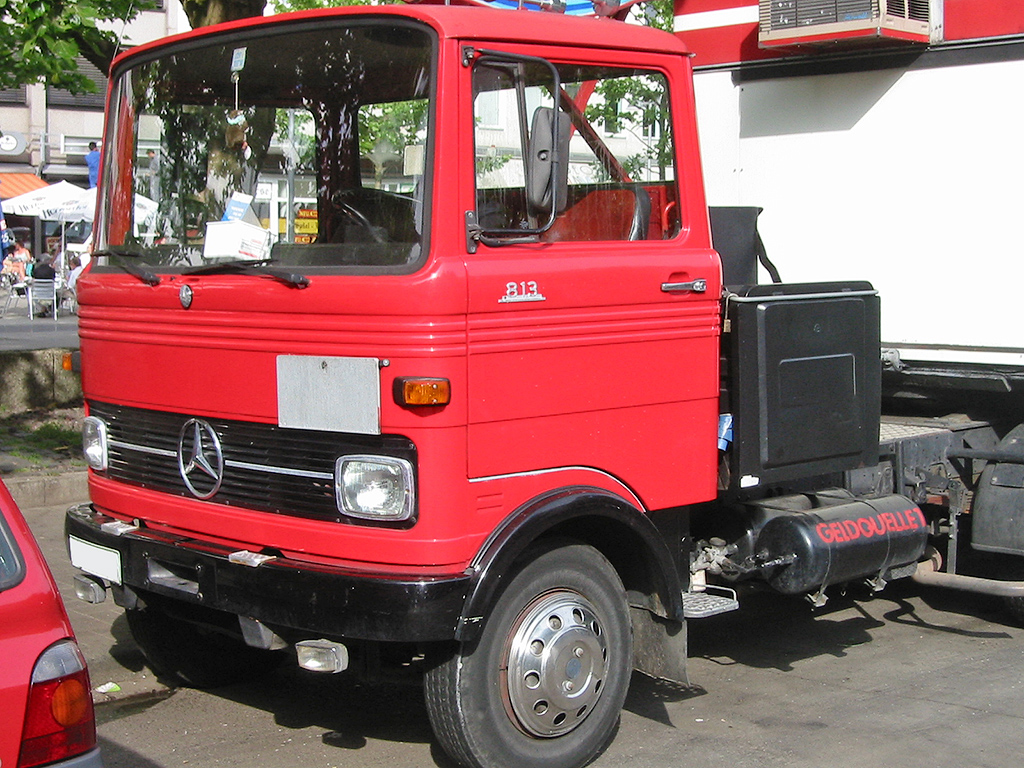
Mercedes-Benz LN1
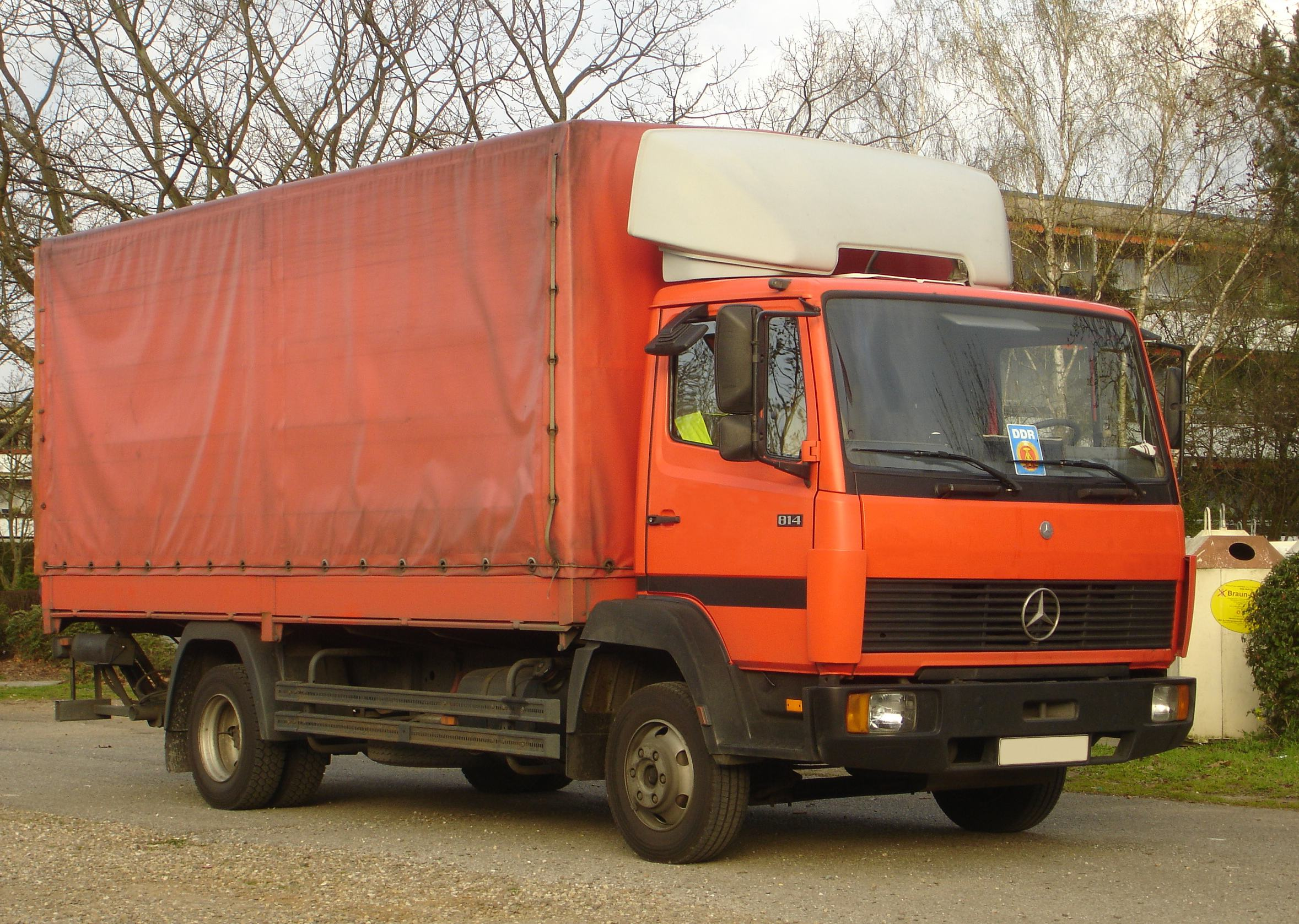
Mercedes-Benz LN2